# Казієв Аділь Юсуф
Казієв Аділь Юсуф (24 березня 1906, м. Нахічевань — 31 грудня 1972, м. Баку) — азербайджанський радянський мистецтвознавець і художник, доктор мистецтвознавства (1958 р.).
У 1925 році закінчив Бакінську вищу школу мистецтв. З 1927 р. по 1931 р. навчався на художньому факультеті Московського текстильного інституту (образотворче мистецтво), де в 1936 році закінчив аспірантуру. Після закінчення навчання повернувся в м. Баку, Азербайджан.
З 1928 по 1930 роки Казієв Аділь Юсуф був членом Товариства молодих художників Азербайджану, а в 1930 році став членом АзОРРІІС — Азербайджанського об'єднання революційних працівників образотворчих мистецтв. Був автором таких робіт, як «Два ковалі» (1928-30гг., картина зберігається в Національному музеї мистецтв Азербайджану), портрети художника Бахруз Кенгерлі (1931 р.) та письменника Мірзи Фатали Ахундова (1939 р., Музей азербайджанської літератури імені Нізамі Гянджеві), «Види Нахічевані» (серія-пастель, 1938 р., Національний музей мистецтв Азербайджану), а також ескіз килима «10 років АзССР».
Казієв Аділь Юсуф є автором книг і статей по декоративно-прикладному та образотворчому мистецтву Азербайджану. З 1932 по 1941 рік художник викладав на художньому факультеті Московського текстильного інституту, а з 1941 по 1945 рік — в Азербайджанському художньому училищі. У 1938 році отримав ступінь кандидата технічних наук, а з 1958 року — ступінь доктора мистецтвознавства.